# ガルシア洞窟
ガルシア洞窟 は、メキシコ・モンテレイの約30km北西にある洞窟。この洞窟は山の中にあり、山麓から洞窟入り口までロープウェイで5分ほどかかる。

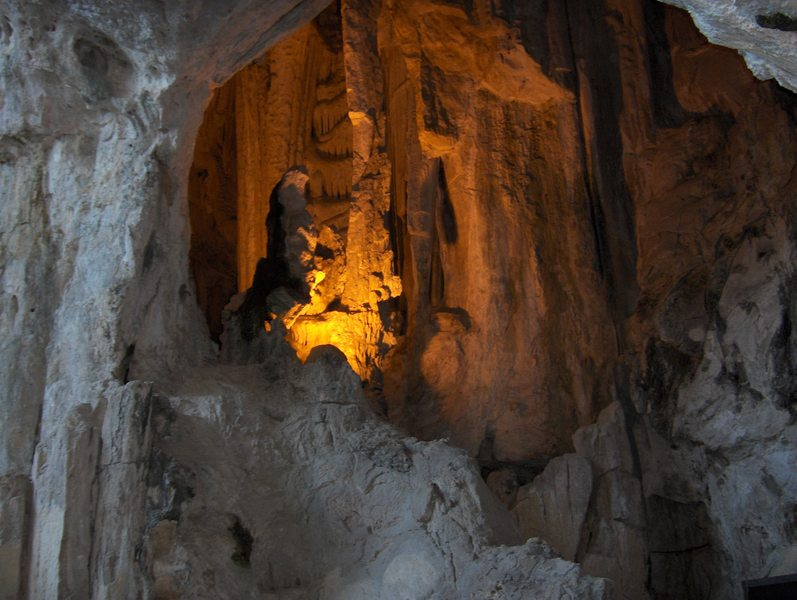

## 歴史
この洞窟は5,000万年から6,000万年前に生成されたと推定されている。洞窟の壁に貝殻等の海の生物の化石が見られるため、過去には海の中にあったと考えられている。この洞窟は1843年に発見された。

## 構造
洞窟は長さ300m、高さが105mあり、見学コースは約800段の階段を昇り降りする。